# Eric Monjonell Torras
Eric Monjonell Torras   (Sant Pere de Vilamajor, 2001) és un futbolista català que juga com a defensa central de la Unió Esportiva Eivissa.

## Carrera de club
Nascut a Sant Antoni de Vilamajor, Catalunya, Monjonell va representar com a juvenil el FC Argentona, el CF Badalona, el CE Mataró i el Girona FC. El juny de 2020, després d'acabar la seva formació, va ascendir a l'equip B d'aquest últim a Tercera Divisió.
Monjonell va debutar com a sènior el 18 d'octubre de 2020, començant amb una victòria a casa per 3-0 contra la UE Figueres. Va fer el seu debut amb el primer equip el 4 de novembre, substituint al final del seu company Gerard Gumbau en un empat 2-2 a Segona Divisió fora de casa contra el Reial Saragossa.
El 31 d'agost de 2022, Monjonell va renovar el seu contracte fins al 2025 i va ser cedit immediatament al Lommel SK belga per a la temporada a la primera B de Bèlgica.